# Madeline Miller
Madeline Miller (ur. 24 lipca 1978 w Bostonie) – amerykańska pisarka, autorka książek fantasy osadzonych w świecie mitologii greckiej.

## Życiorys
Miller urodziła się w Bostonie, a dorastała w Nowym Jorku i Filadelfii. Po ukończeniu Uniwersytetu Browna z dyplomem licencjata (2000) i magistra (2001) studiów klasycznych została nauczycielką łaciny i greki oraz wykładała dzieła Szekspira w szkole średniej. Przez rok studiowała również w Committee on Social Thought w University of Chicago, pracując nad doktoratem, a od 2009 do 2010 roku studiowała w Yale School of Drama, gdzie uzyskała tytuł magistra dramaturgii i krytyki teatralnej.
Jej inspiracje literackie obejmują Davida Mitchella, Lorrie Moore, Anne Carson i Wergiliusza.

## Twórczość

### Pieśń o Achillesie
Pieśń o Achillesie, debiutancka powieść Miller, ukazała się we wrześniu 2011 roku. Pisanie książki zajęło jej dziesięć lat. Osadzona w Grecji, powieść opowiada o romansie Achillesa i Patroklosa. Pieśń o Achillesie wygrała 17. edycję Women’s Prize for Fiction.

### Kirke
Kirke, druga powieść Miller, została wydana 10 września 2018 roku. Jest współczesną wersją Odysei Homera opowiedzianą z perspektywy Kirke, czarodziejki z mitologii greckiej. Kirke została uznana za drugą najlepszą książkę lat 2010–2019 przez magazyn Paste. 8-częściowy miniserial na podstawie książki został zapowiedziany przez HBO Max, z Rickiem Jaffą i Amandą Silver odpowiedzialnymi za reżyserię i scenariusz.

## Nagrody
- 2012 – Orange Prize for Fiction[8]
- 2013 – Gaylactic Spectrum Award[13]
- 2018 – Athenaeum Literary Award[14]
- 2018 – Goodreads Choice Awards (Fantasy)[15]
- 2018 – The Kitschies (Red Tentacle)[16]